# Miquel Curcó i Rubió
Miquel Curcó i Rubió (Torregrossa, Província de Lleida, 23 de novembre de 1893- Mèxic, 1966) va ser un dirigent obrer i ebenista. Activista en els conflictes agraris de l'Urgell, va ser militant d'ERC i el 1933 delegat d'aquest partit per les Garrigues. Arran dels Fets d'Octubre de 1934 va ser empresonat a Lleida fins al febrer de 1936. Procedent, presumiblement, de la USC, ingressà al PSUC i la UGT. Fou Secretari General de la Federació Catalana de Treballadors de la Terra (FCTT-FETT) de la UGT, en representació de la qual formà part del secretariat regional d'aquest sindicat. Nomenat secretari de col·lectivitzacions, el 1937 va ser elegit membre del comitè central del PSUC. El 1939 s'exilià a Mèxic, després de passar pel camp de concentració francès de Bram. El mateix any abandonà la militància en el PSUC tot i que seguí formant part del secretariat regional de la UGT que encapçalava a Mèxic Miquel Ferrer. Al seu domicili particular va tenir lloc la fundació del Moviment Social d'Emancipació Catalana (1940), nucli del futur Partit Socialista Català (1941) en el qual milità, tot incorporant-se, el 1959, a l'MSC. Va ser un organitzadors de la UGT a Amèrica i va morir a Mèxic l'any 1966.
La seva parella va ser Domènica Bellet i Casas també nascuda a Torregrossa.